# 初戀 (アルバム)
『初戀』（はつこい）は、林明日香の2枚目のアルバム。2004年7月14日発売。発売元は東芝EMI。初回盤には「もう一度あなたに会いたい アコースティックバージョン」のボーナストラック収録。

## 収録曲
1. 初戀
作曲：エンニオ・モリコーネ
インスト
2. SANCTUARY～夢の島へ～
作詞：伊集院静、作曲：山移高寛
6thシングル。
日本ヘラルド映画配給映画『機関車先生』主題歌
TBS系『世界ウルルン滞在記』エンディングテーマ
3. 小指
作詞：渡邊亜希子、作曲：成川柾乃莉
4. 十二単
作詞：渡邊亜希子、作曲：仁平桐子
5. 新緑
作詞：佐々木訓子、作曲：佐々木久美
6. もう一度あなたに会いたい
作詞：林明日香、作曲：市川淳
4thシングル。
日本テレビ系『ダウンタウンDX』エンディングテーマ
7. 凜の国
作詞：鈴木健二、作曲：山移高寛
5thシングル。
ナショナルIHジャー炊飯器『強火の銅釜』CMソング
8. ずうっと一緒
作詞：林明日香、作曲：成川柾乃莉
9. 願い
作詞・作曲：島袋優
10. 花結び
作詞：渡邊亜希子、作曲：山移高寛
11. 風の凱歌
作詞：鈴木健二、作曲：山移高寛